# Front d'Alliberament Nacional d'Etiòpia
El Front d'Alliberament Nacional d'Etiòpia (Ethiopian National Liberation Front ENLF) fou un grup polític i militar d'Etiòpia de base ètnica oromo, que fou fundat el 1971 per Hussein Mohammad Ali, àlies Sheikh Hussein Sora, un mercader de Bale, antic membre de la l'Organització Mecha i Tulama d'autoajuda (Macha-Tuuluma Welfare Association MTWA) fundada el gener del 1963 pel general oromo Tadesse Birru i dissolta pel govern imperial el 1966, i que després va formar el Front d'Alliberament dels Somalis de l'Oest (Liberation Front of Somali West que va iniciar una lluita de baixa intensitat als altiplans d'Hararghe i del que el 1970 fou elegit secretari general; el seu programa era posar fi a l'opressió nacional dels oromos.
Mentre, Wako Gutu, un oromo, va dirigir una rebel·lió (1962-1970) del seu poble, principalment pagesos (sota cobert del primer Front d'Alliberament Oromo, finançat per Somàlia) contra l'emperador Haile Selassie que es podia donar per finalitzada el 1970 i les restes dels seus combatents i militants foren captades per Sheikh Hussein i el 1971 va rebatejar l'organització com Front d'Alliberament Nacional d'Etiòpia si bé va seguir actuant només a Hararge i a Bale. Somàlia li donava suport aleshores, però s'oposava a la utilització del nom "somali" o "Somàlia" per un moviment que volia que fos panetíop i anti-imperial. Com que el govern de Somàlia donava prioritat als seus interessos, els intel·lectuals oromos aviat van quedar desil·lusionats amb l'ENLF i el 1973 la major part dels procedents del Macha-Tuuluma i altres nacionalistes oromos es van escindir i van restaurar el Front d'Alliberament Oromo. Debilitat fou derrotat en els mesos següents per les forces del govern.